# 서임수
서임수(1922년 8월 21일~2016년 1월 4일)는 대한민국의 정치인이다. 제4대 국회의원을 지냈다.

## 역대 선거 결과
|  | 52.03% |

|  | 0% |